# دائرة الثقافة والسياحة (أبو ظبي)
دائرة الثقافة والسياحة  دائرة حكومية تتبع حكومة إمارة أبوظبي – دولة الإمارات العربية المتحدة. تتولى دائرة الثقافة والسياحة حفظ وحماية تراث وثقافة إمارة أبوظبي والترويج لمقوماتها الثقافية ومنتجاتها السياحية، وتأكيد مكانة الإمارة العالمية باعتبارها وجهة سياحية وثقافية مستدامة ومتميزة تثري حياة المجتمع والزوار.
كما تتولى الهيئة قيادة القطاع السياحي في الإمارة والترويج لها دولياً كوجهة سياحية، من خلال تنفيذ العديد من الأنشطة والأعمال التي تستهدف استقطاب الزوار والمستثمرين.
وترتكز سياسات عمل الهيئة وخططها وبرامجها على حفظ التراث والثقافة، بما فيها حماية المواقع الأثرية والتاريخية، وكذلك تطوير قطاع المتاحف وفي مقدمتها إنشاء متحف زايد الوطني، وجوجنهايم أبوظبي، واللوفر أبوظبي. وتدعم الهيئة أنشطة الفنون الإبداعية والفعاليات الثقافية، بما يسهم في إنتاج بيئة حيوية للفنون والثقافة ترتقي بمكانة التراث في الإمارة. وتقوم الهيئة بدور رئيسي في خلق الانسجام وإدارته لتطوير أبوظبي كوجهة سياحية وثقافية وذلك من خلال التنسيق الشامل بين جميع الشركاء.

## الصناعات الثقافية والإبداعية في أبوظبي
تشرف دائرة الثقافة والسياحة في أبوظبي على الصناعات الثقافية والإبداعية والتي تشمل التراث والحرف اليدوية والتصميم والنشر ووالفنون التشكيلية وفنون التمثيل والأداء بالإضافة لقطاعات التلفزيون والأفلام والوسائط المتعددة والألعاب الرياضية والالكترونية، وهي تعبر من العوامل التي تساهم في تحقيق النمو الاقتصادي والاجتماعي، وقد قدمت أبو ظبي العديد من الاستثمارات الكبيرة في هذا المجال من مؤسسات ثقافية وبنى تحتية مثل جامعة نيويورك أبوظبي، والمنطقة الإبداعية- ياس، وبيت العود، وبيت الحرفيين، وغيرها، بالإضافة إلى البرامج والمبادرات مثل القمة الثقافية في أبوظبي، وفن أبوظبي، وموسم موسيقى أبوظبي الكلاسيكية، وبرنامج تنمية المواهب في أبوظبي، كما حفزت نمو الشركات العاملة في القطاع الإبداعي والثقافي.

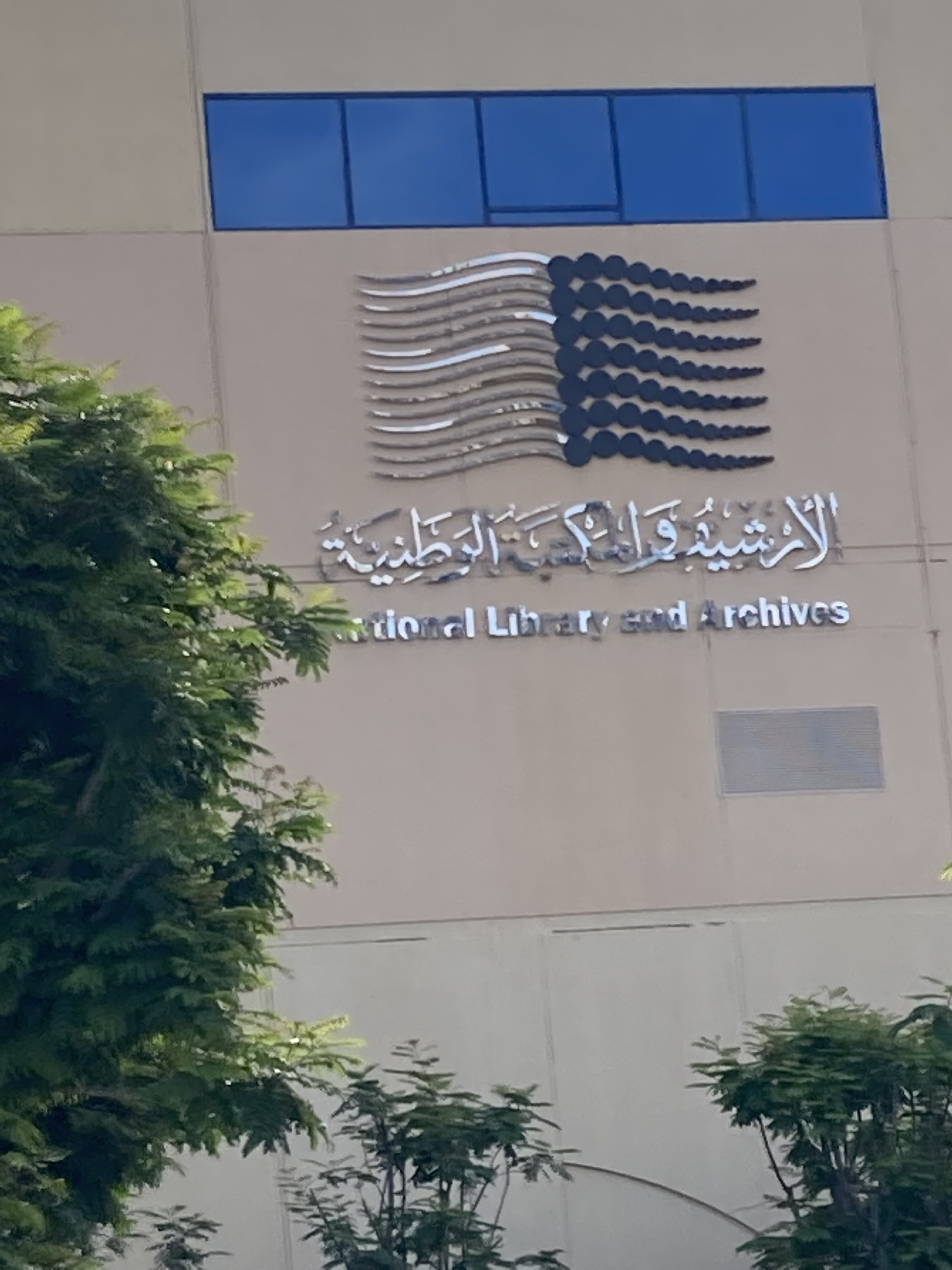

## دار الكتب
تعتبر دار الكتب من أهم المكتبات العامة في دولة الإمارات وتعد الأوسع والأكثر انتشاراً حيث توجد لها العديد من الفروع في جميع أنحاء إمارة أبوظبي. تأسست الدار في العام 1981 وتتمثل مهمتها في جمع الكتب والمحافظة عليها والتشجيع على القراءة والكتابة وإجراء البحوث في دولة الإمارات، وتضم المكتبة عدداً كبيراً من الكتب والمخطوطات والمجلات الدورية والمواد الالكترونية، وتعمل على تشجيع حركات النشر المحلية في الإمارات وتترجم العديد من الأعمال الأدبية على مستوى العالم، وتستضيف الدار مجموعة من المهرجانات والمعارض مثل معرض أبوظبي الدولي للكتاب ومعرض العين للكتاب بالإضافة لجائزة الشيخ زايد للكتاب.

## جوائز
- الجائزة الذهبية ضمن جوائز التميز العالمية في مجال المسؤولية المجتمعية لعام 2024.[11]
- جائزة الأداء المتميز تقديراً لتطويرها منصة سجل أبوظبي للبيئة التاريخية في مؤتمر مستخدمي إزري الدولي لعام 2024 في سان دييغو.[12]
- أربع جوائز من السياحة العالمية الثامنة والعشرين للعام 2021، والتي تعتبر الأعلى قيمة والأكثر تقديراً في قطاع السياحة العالمي.[13]

## وصلات خارجية
- http://tcaabudhabi.ae/ar/default.aspx